# マラウイの副大統領一覧
本稿、マラウイ副大統領一覧（Vice President of Malawi）では、マラウイ政府内で第2位の政治的地位に当たる副大統領について述べる。
マラウイの副大統領は、大統領とともに国民の直接選挙により選出される。副大統領は大統領の補佐という位置づけで、このポストが作られたのは1994年である。しかし実際には、副大統領の職務のうちの大部分は儀礼的なものに過ぎない。

## 副大統領の一覧
| 名前                                                                        | 就任          | 退任          | 特記事項                                                                     |
| --------------------------------------------------------------------------- | ------------- | ------------- | ---------------------------------------------------------------------------- |
| ジャスティン・マレウェジ（第一副大統領） チャクフワ・チハナ（第二副大統領） | 1994年11月    | 1996年5月     | マレウェジが第一副大統領で、チハナは第二副大統領                             |
| ジャスティン・マレウェジ                                                    | 1996年5月     | 2003年4月     |                                                                              |
| ジャスティン・マレウェジ（第一副大統領） チャクフワ・チハナ（第二副大統領） | 2003年4月     | 2004年6月     | マレウェジが第一副大統領で、チハナは第二副大統領                             |
| カッシム・チルンパ                                                          | 2004年6月     | 2009年5月     | 2006年にビング・ワ・ムタリカ暗殺謀議の疑いで逮捕された                       |
| ジョイス・バンダ                                                            | 2009年5月     | 2012年4月7日  | 女性初。ムタリカ死去に伴い大統領に昇格                                       |
| クンボ・カチャリ                                                            | 2012年4月13日 | 2014年5月31日 |                                                                              |
| サウロス・チリマ                                                            | 2014年5月31日 | 2019年5月28日 |                                                                              |
| エヴァートン・チムリレンジ                                                  | 2019年5月28日 | 2020年2月3日  | 2019年総選挙により当選するも、2020年2月3日憲法裁判所は選挙結果を無効とした。 |
| サウロス・チリマ                                                            | 2020年2月3日  | 2024年6月10日 | 選挙結果の差し戻しに伴い再任。在任中に死去。                                 |
| マイケル・ウシ                                                              | 2024年6月20日 | （現職）      | ラツルス・チャクウェラによる任命。                                           |